# سان شنجنان
سان شنجنان (بالصينية: 孫勝男) مواليد 21 يناير 1987 في بكين، هي لاعبة كرة مضرب صينية بدأت مسيرتها كمحترفة سنة 2002 تلعب باليد اليسرى. هي إحدى بطلات الجراند سلام. أعلى تصنيف لها في الفردي كان المركز الـ 216 في سنة 2011.

## النهائيات

### الزوجي: 3 (1–2)
| الحصيلة | الرقم | التاريخ        | الدورة                            | الأرضية | الشريك    | المنافس في النهائي               | النتيجة في النهائي |
| ------- | ----- | -------------- | --------------------------------- | ------- | --------- | -------------------------------- | ------------------ |
| الوصافة | 1.    | 13 مايو 2007   | براغ المفتوحة، التشيك             | ترابية  | جي تشونمي | بيترا سيتكوفسكا أندريا هلافسكوفا | 6–7(7–9), 2–6      |
| الفوز   | 1.    | 16 سبتمبر 2007 | بالي، إندونيسيا                   | صلبة    | جي تشونمي | جيل كريبس ناتالي غراندين         | 6–3, 6–2           |
| الوصافة | 2.    | 13 فبراير 2011 | تايلاند المفتوحة للسيدات، تايلاند | صلبة    | تشينج جي  | ساره إيراني روبيرتا فينسي        | 6–3, 3–6, [5–10]   |

## روابط خارجية
- سان شنجنان على موقع رابطة محترفات التنس (الإنجليزية)
- سان شنجنان على موقع الاتحاد الدولي لكرة المضرب (الإنجليزية)
- سان شنجنان على موقع كأس بيلي جين كينغ (الإنجليزية)
- سان شنجنان على موقع بطولة ويمبلدون (الإنجليزية)
- سان شنجنان على موقع خلاصة التنس.كوم (الإنجليزية)
- سان شنجنان على موقع إي إس بي إن.كوم (الإنجليزية)